# Rancid
Vous lisez un « bon article » labellisé en 2009.
Rancid est un groupe de punk rock américain, originaire de Berkeley, en Californie. Formé en 1991, le groupe est reconnu pour avoir contribué, avec les groupes Green Day et The Offspring, à ramener le punk rock sur l'avant-scène musicale aux États-Unis durant les années 1990.
Le groupe est actuellement composé de Tim Armstrong et Lars Frederiksen à la guitare et au chant, de Matt Freeman à la basse et de Branden Steineckert à la batterie.
Le groupe compte au total neuf albums studio. Il s'est d'abord fait connaitre en 1994 avec l'album Let's Go et le single Salvation. En 1995 ils sortent l'album ...And Out Come the Wolves, qui fut un grand succès commercial, avec les titres Ruby Soho, Roots Radicals et Time Bomb. Il fut certifié disque d'or, vendant plus d'un million de copies aux États-Unis. Le groupe sortit par la suite quatre autres albums, Life Won't Wait, Rancid, Indestructible et Let the Dominoes Fall, tous bien accueillis par la critique, mais ne connaissant le même succès commercial que ...And Out Come the Wolves.

## Biographie

### Débuts (1991–1993)

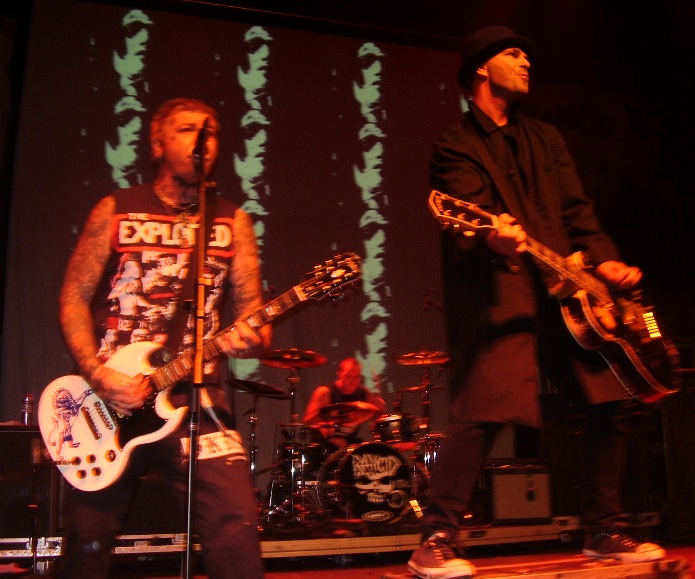
Frederiksen et Armstrong en concert à Ventura, Californie en 2008.

Tim Armstrong et Matt Freeman, originaires d'Albany, petite bourgade de la classe ouvrière près de Berkeley en Californie, et amis depuis l'âge de cinq ans, forment le groupe de ska punk Operation Ivy en 1987. À l'époque, Armstrong se fait appeler Lint et Freeman Matt McCall. Ils sont accompagnés de Jesse Michaels au chant et de Dave Mello à la batterie.
Bien que le groupe ne dure que deux ans, Operation Ivy s'impose comme l'un des premiers groupes à mélanger punk rock et ska. Très vite, le groupe est considéré comme « culte » mais ils n'enregistrent qu'un seul album studio, intitulé Energy, et une trentaine de chansons. Le groupe se sépare définitivement en 1989 pour des raisons inconnues. Après la séparation du groupe, Freeman et Armstrong jouent tous les deux dans diverses formations telles que Downfall, Dance Hall Crashers ou encore Generator. Mais seuls les Dance Hall Crashers perdurent après leurs départs.
Entre 1991 et 1992, Armstrong devient accro à la drogue et est notamment emmené deux fois en cure de désintoxication. Freeman a alors l'idée de former Rancid afin d'occuper Armstrong et de l'empêcher de sombrer dans la déchéance. Pour jouer de la batterie, ils recrutent le colocataire de Tim, Brett Reed, un skateur émérite peu expérimenté. « Je n'ai pas bu un verre ou pris de drogue depuis quatre ans, et j'en suis très fier. Rancid m'a sauvé la vie », explique-t-il.
Ils sortent une première démo de cinq titres sur vinyle en 1992, sous le label indépendant Lookout! Records. Cette démo ne fut jamais rééditée en CD. Ce premier EP retient l'attention de Brett Gurewitz, guitariste de Bad Religion et gérant du label Epitaph. Rapidement Gurewitz signe avec Rancid. L'album Rancid sort l'année suivante, dans la veine du premier : du punk rock violent mais mélodique, faisant entendre des voix rauques, d'impressionnants solos de basse, ainsi qu'une touche de punk britannique.

### Let's Go(1994)

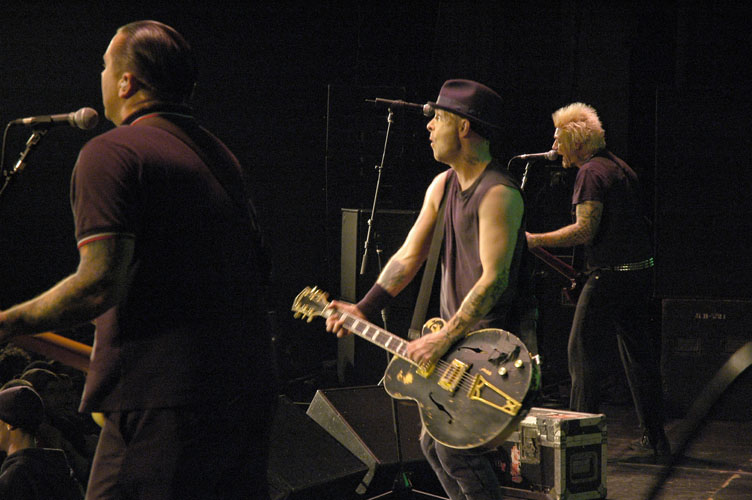
Matt Freeman, Tim Armstrong et Lars Frederiksen sur scène.

Le tournant majeur dans l'histoire de Rancid est l'arrivée en 1994 de Lars Frederiksen, ex-guitariste des UK Subs (il fut exclu du groupe à cause de sa dépendance à l'alcool). À l'époque, Billie Joe Armstrong, leader du groupe Green Day, est pressenti pour prendre le rôle de second guitariste après avoir joué quelques concerts avec Rancid, mais il décide de rester avec son groupe. C'est donc Frederiksen, un punk de la Baie de San Francisco évoluant dans le milieu du skateboard et côtoyant des futures stars du skate tels que Steve Caballero, qui décide alors de rejoindre Rancid à la demande de Armstrong, après que son groupe d'alors, Slip, se soit séparé. Il apporte au groupe une sonorité vocale beaucoup plus dans la « tradition » punk. La première apparition de Frederiksen au sein de Rancid se fait sur l'EP Radio, Radio, Radio en 1994. « C'est l’apport rugueux de Lars qui permet à Rancid de ne pas sonner comme les Clash », explique Joe Strummer.
Rancid publie alors son deuxième album, Let's Go, qui présente un punk plus basique, mais plus facile à écouter. Il marque la reconnaissance du groupe sur la scène punk underground. C'est aussi le début de leur fascination pour le groupe The Clash ; ils sont ainsi souvent comparés au groupe de Joe Strummer, notamment pour leurs textes engagés et leur mélange de ska et de punk. L'album marque aussi une plus grande présence médiatique du groupe, grâce notamment à MTV qui passe en boucle le clip de la chanson Salvation. Le groupe part en tournée avec The Offspring, qui connaissent eux aussi un énorme succès avec leur album Smash. Rancid bénéficie de la notoriété du groupe et de leur tournée ensemble pour s'installer véritablement dans les charts américains.
À la suite du succès de Let's Go, qui devient disque d'or, le groupe reçoit maintes offres contractuelles provenant de plusieurs compagnies de disques importantes dont Epic et Maverick. D'ailleurs, le groupe reçoit alors, avec l'offre de Maverick, une photo de Madonna nue afin de les convaincre de signer. Toutefois, le groupe refuse de signer avec un « major » et continue de profiter de ses libertés artistiques et idéologiques en restant sous contrat avec Epitaph.

### ...And Out Come the Wolves(1995–1996)

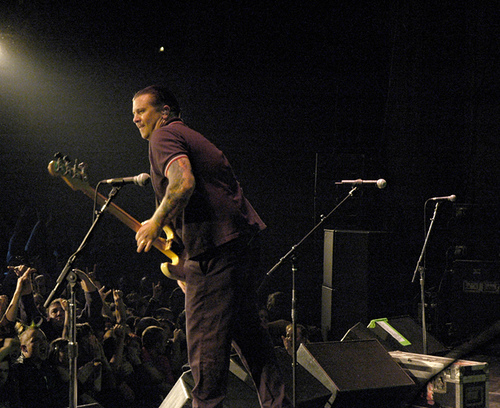
Matt Freeman sur scène à Newcastle en 2008.

En 1995, le groupe sort ...And Out Come the Wolves (« voilà les loups qui sortent », en référence aux différents labels voulant à tout prix signer avec Rancid et rôdant autour du groupe), enregistré entre Berkeley et New York par le producteur phare de la nouvelle vague punk, Jerry Finn (qui produit entre autres Green Day et Blink 182). Avec cet album, Rancid accroît encore plus son succès, balayant un panel de plus en plus large de genres musicaux, avec en particulier l'introduction du ska sur des morceaux comme Old Friend,  Daly City Train ou encore Time Bomb. Cet album, considéré par beaucoup comme leur meilleur, devient disque de platine, en partie grâce à la vente à plusieurs millions d'exemplaires du single Ruby Soho,.
Après une tournée exténuante durant l'année 1996 au cours de laquelle Frederiksen s'effondre sur scène lors d'un concert à Montréal au Québec, à la suite notamment de la prise d'un mélange d'antibiotiques et d'amphétamines, le groupe s'autorise une pause pour la première fois depuis sa création. Tim Armstrong en profite pour créer son propre label, Hellcat Records, une division de Epitaph. Frederiksen met à contribution ses talents de producteur en produisant le premier album de Dropkick Murphys, Do or Die, au sein du label Hellcat Records de Armstrong. Matt Freeman en profite pour jouer avec le groupe Auntie Christ.

### Ska, reggae et hardcore (1997–2003)

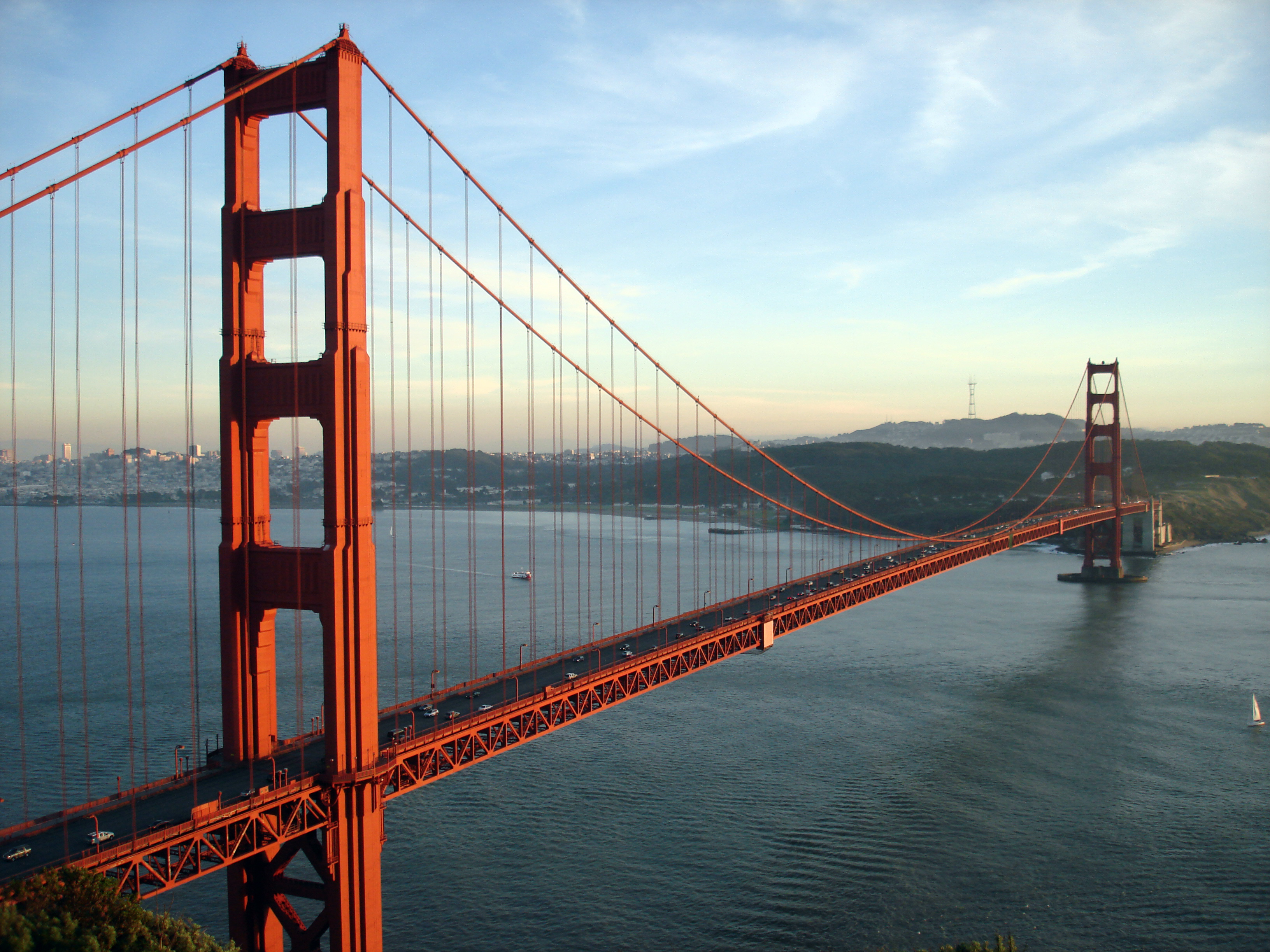
Le Golden Gate Bridge, le pont de San Francisco reliant les deux Baies, souvent évoqué dans les chansons du groupe.

En 1998, c'est à Kingston, en Jamaïque, mais aussi à San Francisco, Los Angeles (dans le studio personnel de Armstrong, le Bloodclot Studios), New York et La Nouvelle-Orléans que le groupe se rend pour enregistrer Life Won't Wait. L'album constitue un changement important pour le groupe, avec l'apparition de reggae, de jazz, de ska et de morceaux beaucoup plus punk old school, traduisant l'influence de The Clash, dont le groupe s'est toujours avoué fan ; un critique de Rolling Stone évoquant Life Won't Wait y voit « l'ombre » de Sandinista!, de The Clash.
En date, il s'agit de l'album qui comprend le plus de collaborations[réf. nécessaire], parmi lesquelles on note les membres de The Specials et de Hepcat, mais aussi Dicky Barrett de The Mighty Mighty Bosstones, Marky Ramone, batteur des Ramones, la star du reggae Buju Banton et le chanteur et ami du groupe Roger Miret de Agnostic Front. Bien que l'album n'ait pas un aussi gros succès que ...And Out Come the Wolves, il montre que le groupe a une  solide base de fans qui les suit malgré leur changement de son.
En 2000, Rancid revient en studio. Après le demi-succès de Life Won't Wait, considéré par les majors et les médias musicaux généralistes américains comme démodé à une époque où le ska punk old school ne vend plus face à la fusion et aux débuts du nu metal, les membres du groupe enregistrent un nouvel album intitulé Rancid, communément appelé Rancid V, Rancid 2000 ou Rancid 5, pour éviter la confusion avec le premier album. Rancid sort cet album sans promo, sans faire d’interviews et sans publicité, dégoûté de l'attitude des majors vis-à-vis du groupe.
Rancid constitue une très nette coupure avec son prédécesseur : c'est un album de hardcore très violent, il n'y a plus trace de ska, les solos de basse ont fait leur retour et on peut même entendre Freeman chanter sur certaines chansons (chose qu'il n'avait plus faite depuis Let's Go en 1994). Comme d'habitude, les thèmes abordés dans cet opus sont engagés avec, par exemple, la situation à Cuba sur Radio Havana ou l'intolérance sur Antennas. L'album se vend mieux que son prédécesseur et reçoit un bon écho de la scène punk, grâce au son plus hardcore. Entretemps, Frederiksen crée son propre groupe, Lars Frederiksen and the Bastards, avec l'aide de Armstrong à la composition. L'album Lars Frederiksen and the Bastards sort en 2000. Entretemps, il produit le second album de Dropkick Murphys, The Gang's All Here. De son côté, Tim Armstrong s'associe avec Travis Barker, le batteur de Blink 182, et Rob Aston, roadie de Rancid, pour former The Transplants. Dans un style totalement différent de Rancid, ils mélangent punk, hip-hop et garage rock. L'album intitulé Transplants sort en 2002.

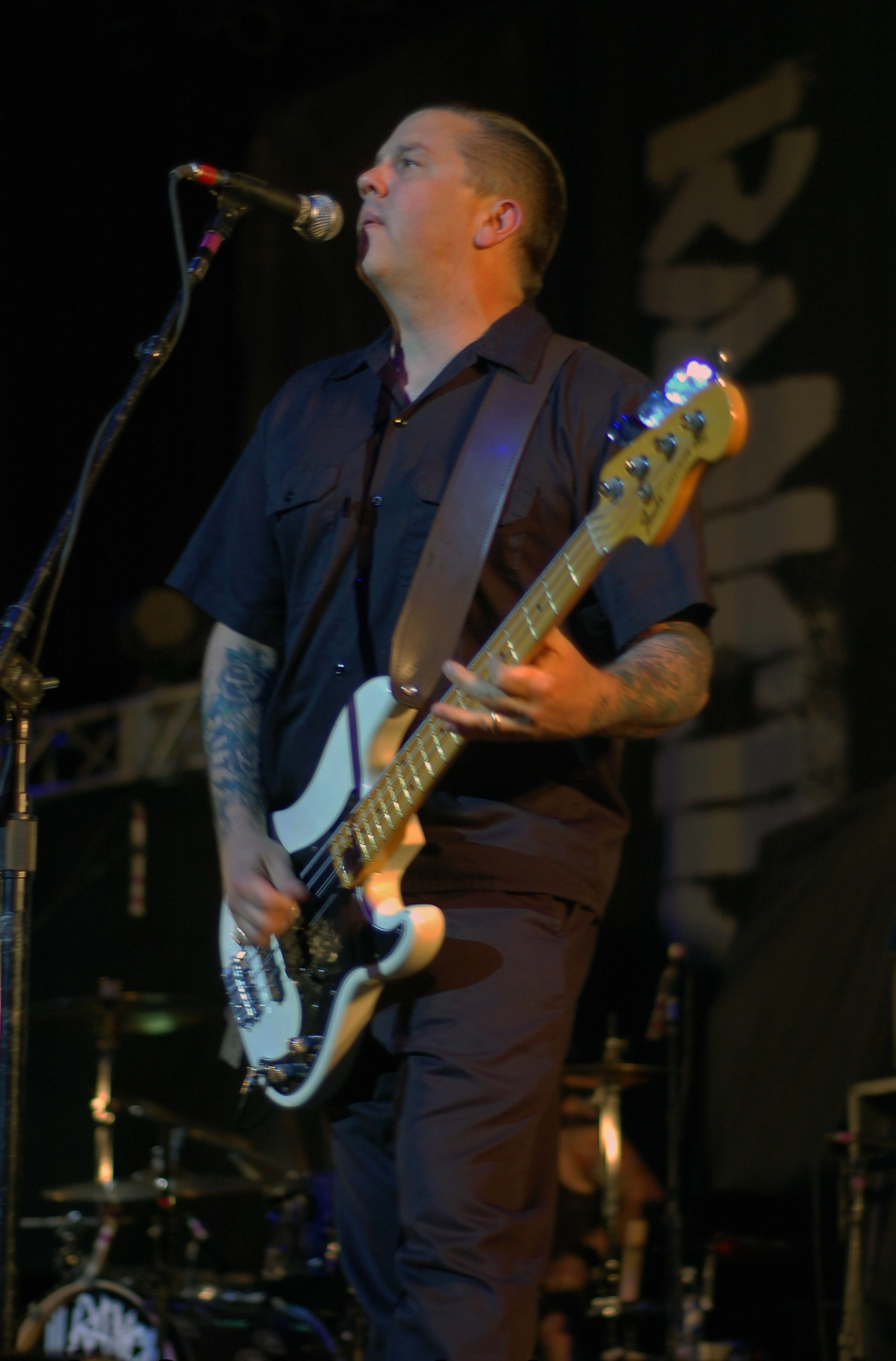
Matt Freeman en concert au House of Blues de Boston.

En 2002, Rancid sort un split-CD avec NOFX : chaque groupe reprend six chansons de l'autre. Selon la volonté des deux groupes, la liste des morceaux n'a été mutuellement connue par les deux parties qu'au moment du mixage.
À la même période, Frederiksen quitte Campbell, sa ville natale, pour s'installer à San Francisco et Tim Armstrong quitte le Nord de la Californie et Berkeley pour s'installer à Los Angeles avec sa femme, Brody Dalle. En 2003, le groupe livre Indestructible, album qui est une sorte de condensé de tous les albums précédents, avec du ska, du hardcore, du punk old school et des chansons plus pop, comme Fall Back Down qui passe encore une fois en boucle sur MTV. Rancid revient plus au style de ...And Out Come the Wolves. L'album, engagé politiquement, dénonce le consumérisme de la population américaine et la société de consommation actuelle, mais aussi la manipulation gouvernementale sur Out Of Control, la guerre sur Start Now ou encore la drogue sur Django.
À l'origine, cet album ne devait pas être aussi varié, mais à la suite de la rupture de Armstrong avec son épouse Brody Armstrong, chanteuse de The Distillers, et à d'autres événements familiaux tragiques (la mort du frère de Lars Frederiksen), des ambiances mélancoliques ont été ajoutées aux titres les plus « méchants ». L'influence de The Transplants se fait clairement sentir avec les chansons Stand Your Ground et Memphis où Armstrong se met à rapper et avec la participation de Rob Aston sur Red Hot Moon. Encore une fois, Rancid fait face aux critiques de la scène punk, accusant le groupe d'être vendu et appréciant moyennement les présences de Benji Madden de Good Charlotte et de Kelly Osbourne dans le clip Fall Back Down. Ils reprochent aussi aux membres de Rancid leurs activités extra-musicales, comme la ligne de vêtements créée par Frederiksen appelée Nihilism ou le site de vente de produits dérivés de groupes de rock appelé Machete créé par Tim Armstrong.
« Notre devise est : On n'en a rien à foutre et on fait ce que l'on veut. »
— Lars Frederiksen
Ces événements sont cités comme des causes de l'accord avec Warner Bros qui a provoqué un véritable tollé dans la scène punk. Cependant, cet accord est, en quelque sorte, une collaboration pour la distribution de l'album plus qu'un véritable contrat ferme.

### Pause (2003–2005)
Après l'été 2003, le groupe est indéfiniment en hiatus, chaque membre s'occupant de ses projets personnels, mais officiellement le groupe n'est pas séparé.
Tim Armstrong enregistre un second album avec The Transplants, Haunted Cities en 2005. Il contribue à faire des chœurs et joue la rythmique de guitare sur la chanson What's Your Number ? du groupe Cypress Hill (l'instrumental de ce morceau étant par ailleurs basé sur la chanson The Guns of Brixton de The Clash) et chante avec le groupe Left Alone, signé chez Hellcat Records, sur l'album Dead American Radio. Il apparaît à la production sur l'album Try This de P!nk coécrivant 8 chansons et du premier album solo de Gwen Stefani Love. Angel. Music. Baby.. En mai 2007, il sort son premier album solo, intitulé A Poet's Life, enregistré avec les membres du groupe de reggae The Aggrolites signé chez Hellcat Records. En principe, l'album n'aurait dû être disponible qu'en téléchargement légal sur internet mais il sort finalement en CD.
Matt Freeman part brièvement en tournée avec Social Distortion en 2004. En mai 2005, un cancer du poumon lui est diagnostiqué. En juin 2005, un second diagnostic révéla qu'il ne s'agissait que d'une croissance anormale d'un tissu biologique et que ses jours n'étaient pas en danger. De son côté, Lars Frederiksen enregistre un second album avec son groupe Lars Frederiksen and the Bastards intitulé Viking en 2004 avec l'aide de Tim.

### Reformation et dernières activités (depuis 2006)

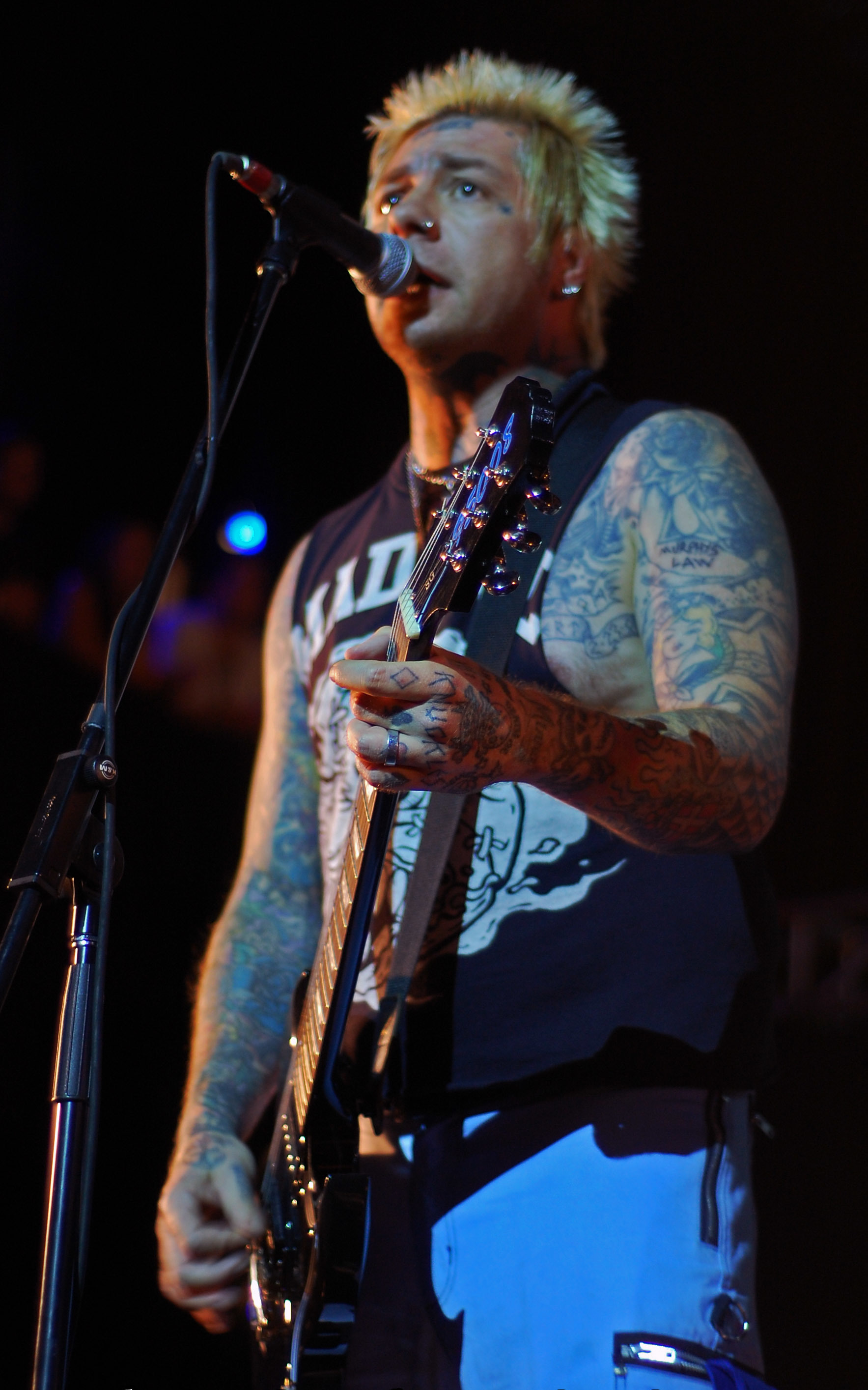
Lars Frederiksen en concert au House of Blues de Boston.

Au début de 2006, Rancid se réunit pour embarquer sur une nouvelle tournée et plusieurs représentations acoustiques, notamment à l'occasion des Hellcat Nights créés par Hellcat Records. En novembre 2006, Brett Reed annonce son départ du groupe. Il est remplacé par Branden Steineckert, ancien batteur de The Used. En décembre 2007, Rancid sort un album de raretés et de chansons non retenues sur les albums précédents, intitulé B Sides and C Sides. Au début de 2009, Steineckert rapporte sur son Myspace que le groupe a fini l'écriture du successeur tant attendu de Indestructible. Intitulé Let the Dominoes Fall, il est composé au Unknown Studio de Steineckert en Utah et enregistré au Skywalker Sound studio en Californie avec Brett Gurewitz à la production et Ryan Foltz comme ingénieur son. C'est le premier album enregistré avec la nouvelle composition du groupe.
Dans un premier temps prévu au printemps 2009, l'album sort finalement le 2 juin 2009. Acclamé par la critique,, l'album se compose de deux CD avec une version acoustique reprenant certaines des chansons de l'album.
Let the Dominoes Fall est dans la continuité de Indestructible. La chanson East Bay Night rend hommage à l'époque Operation Ivy de Armstrong et Freeman, alors que Civilian Ways, ballade folk parlant d'un soldat revenant d'Irak, est la première chanson jouée avec de la mandoline par le groupe, avec l'aide de Ryan Foltz, ancien membre de Dropkick Murphys. Let the Dominoes Fall est l'album le plus engagé du groupe, avec un hommage rendu aux victimes de l'ouragan Katrina en Nouvelle-Orléans sur la chanson New Orleans et une critique acerbe de la mauvaise gestion de l'après Katrina par l'administration Bush. Sur le deuxième CD, on retrouve 10 titres de Let the Dominoes Fall en version acoustique. Le groupe y incorpore des sons plus divers avec la participation, par exemple, de Matt Hensley du groupe Flogging Molly à l'accordéon sur la chanson Last one to die.
L'album se classe directement au 11e rang du Billboard 200 américain et deux clips sont tournés pour les chansons Last one to Die à travers les rues de Oakland en Californie et la pièce titre Let the Dominoes Fall, une animation très minimaliste. Comme à l'accoutumée, Rancid sort Let the Dominoes Fall en vinyle, Armstrong et Frederiksen détestant le support CD.
Le 7 novembre 2009, après une longue tournée nord-américaine et une mini tournée au Japon, Rancid fait équipe avec Tony Hawk et sa fondation au Tony Hawk: RIDE Presents Stand Up For Skateparks. L'évènement prend place à Las Vegas et l'argent récolté sera utilisé pour construire des skateparks gratuits dans les communautés pauvres.
Au début de 2011, Matt Freeman tourne en Europe avec son groupe parallèle Devil's Brigade, et Lars Frederiksen crée un nouveau groupe intitulé The Old Firm Casuals. L'année 2012 sera chargée pour Rancid, puisqu'un nouvel album (produit une nouvelle fois par Brett Gurewitz) et une tournée mondiale sont prévues, afin de fêter les 20 ans de la formation du groupe. Tim Armstrong sortira également un nouvel album avec les Transplants ainsi qu'un album avec Jimmy Cliff.

## Projets parallèles

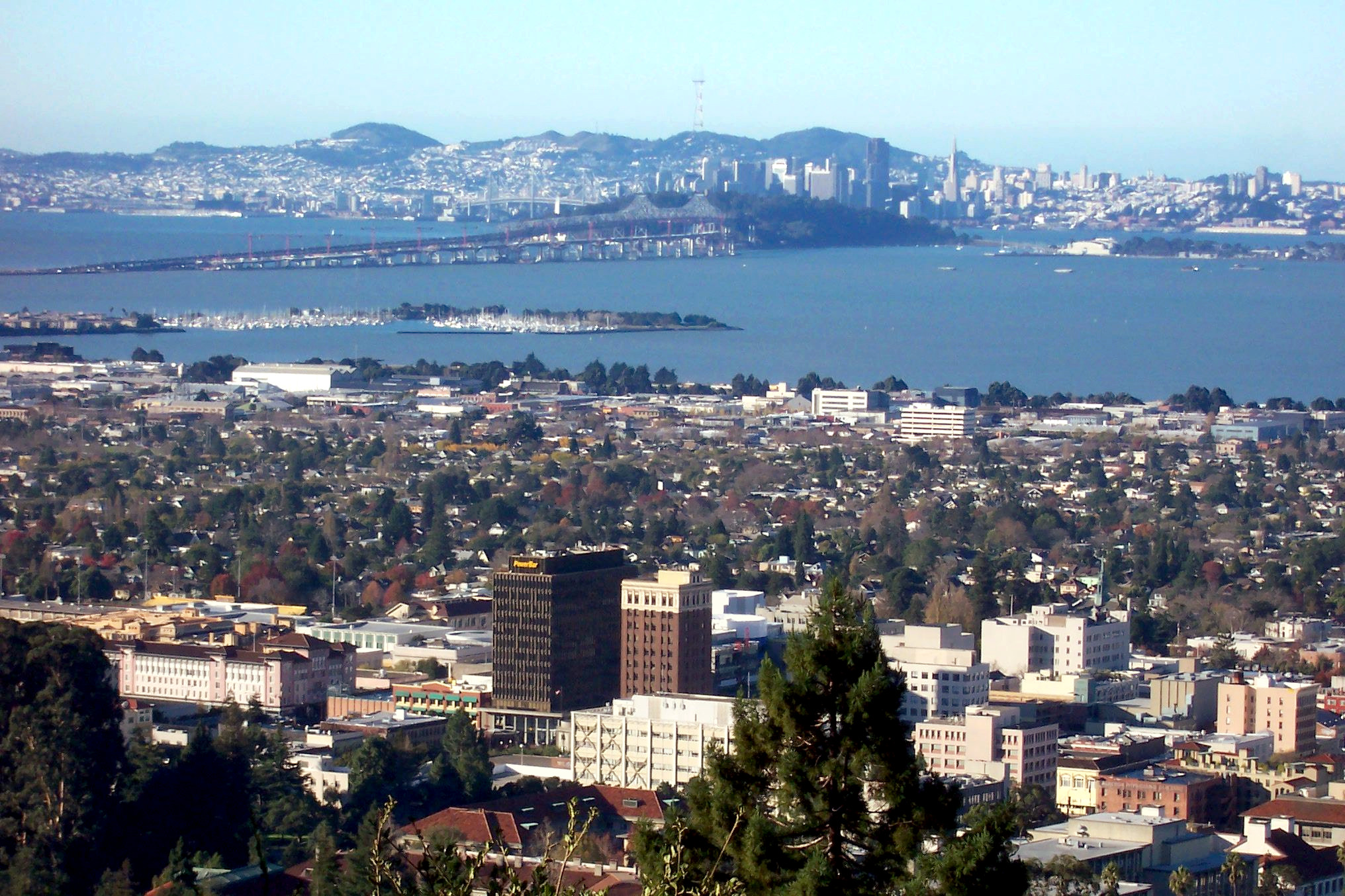
Berkeley, Californie, surplombant la baie de San Francisco.

Lars Frederiksen and the Bastards est le groupe créé par Frederiksen en 2001, poussé par Tim Armstrong qui lui suggère d'écrire sur sa vie à Campbell en Californie. Accompagné de Scott Abel, ancien technicien batterie de Brett Reed, de Big Jay Bastard, technicien guitare de Tim Armstrong et Matt Freeman, et de Craig Fairbaugh (Juliette and the Licks, +44), Frederiksen écrit principalement sur la vie qu'il connaît et qu'il a côtoyé : l'alcool, le sexe, les bagarres de rue et les gangs.
Le premier album, intitulé sobrement Lars Frederiksen and the Bastards, sort en 2001, et est produit par Tim Armstrong. Brody Dalle (alors femme de Armstrong) réalise toutes les photos de l'album. Trois ans plus tard, Lars Frederiksen sort son second album intitulé Viking, en rapport avec ses origines danoises. Viking fut composé entièrement à Tokyo au Japon, après la tournée de Rancid en Asie. À la production, on retrouve Brett Gurewitz de Bad Religion. De son côté, Armstrong crée le groupe The Transplants. Il assure les parties de guitare et de basse ainsi que le chant en studio, Rob Aston, roadie de Rancid, est au chant et Travis Barker, de Blink-182, est à la batterie.
The Transplants sort son premier album homonyme Transplants en 2002. Très varié, on y trouve du punk bien sûr, mais aussi du rap, du drum and bass, de la jungle, du dub, du hardcore, de la pop musclée, etc. Parmi les collaborations, on peut noter Davey Havok de AFI et Lars Frederiksen. Leur second album, Haunted Cities, sort en 2005. Toujours dans la veine du premier, Matt Freeman et Brett Reed participent à quelques morceaux. Bien que recevant de bonnes critiques, l'album ne se vend pas autant que son prédécesseur, notamment à cause du fait qu'aucune tournée ne soit programmée et qu'aucun single ne sorte.
Quant à Matt Freeman, il participe avec Tim au groupe Devil's Brigade, groupe de psychobilly. Après trois vinyles entre 2003 et 2005, un premier album éponyme est sorti début 2011, auquel Tim et Lars ont participé. En 2007, Tim Armstrong sort son premier album solo très attendu, intitulé A Poet's Life. Accompagné du groupe The Aggrolites, ils enregistrent 10 titres qui devaient au départ être disponibles gratuitement sur internet mais qui sont finalement sortis en CD. La sonorité de l'album est principalement du reggae et du ska.
En février 2011, Lars Frederiksen crée le groupe de oi! The Old Firm Casuals avec Casey Watson à la basse et Paul Rivas à la batterie. Le 6 février 2013, le groupe publie sur Facebook une photo les montrant en train d'enregistrer un nouvel album. Finalement, en 2014, ils publient l'album Honor Is All We Know le 27 octobre 2014,,.

## Style musical et influences

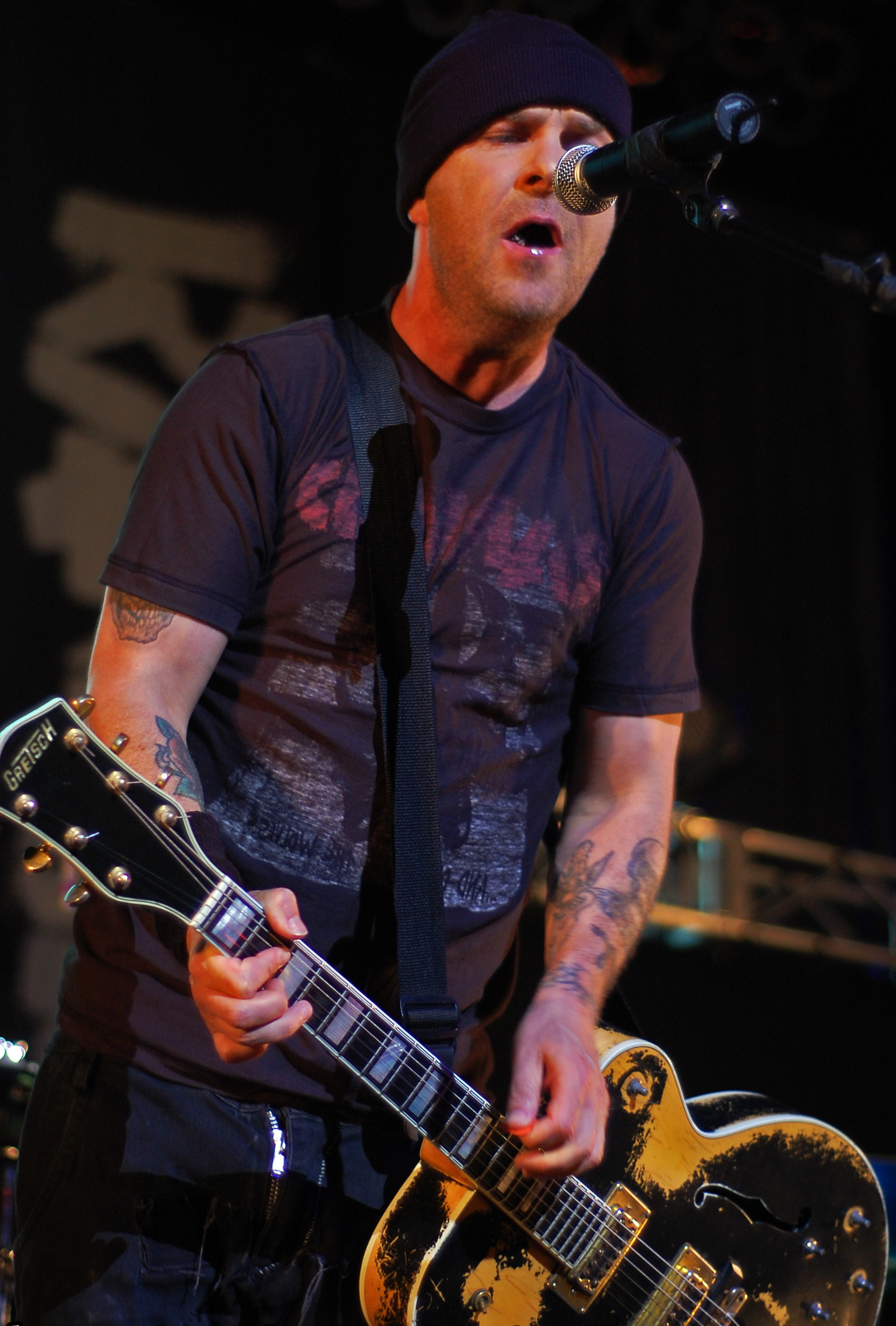
Tim Armstrong, en concert au House of Blues de Boston.

Tout d'abord, Rancid est reconnaissable à la voix de Tim Armstrong. Son phrasé unique et son accent, dus à sa grande consommation d'alcool étant plus jeune, ont fait de lui une des voix les plus emblématiques de la scène punk, faisant de Rancid un des groupes que l'on reconnaît tout de suite. Le groupe joue un large éventail de genres de musique et de sous-genres associés au punk rock. La formation est généralement reconnue comme un groupe de punk rock ou encore de punk et ska. Toutefois, on peut ajouter à ces genres le reggae, le rockabilly, le jazz, le blues et le rock'n roll. Au niveau des sous-genres du punk rock, on peut leur attribuer quelques albums hardcore, quelques titres aux accents Oï!, plusieurs titres aux influences garage et évidemment beaucoup de chansons ska. Parmi leur répertoire de chansons ska, on peut noter les célèbres Time Bomb, Old Friend, ou encore Up to No Good. La plupart de leurs titres aux sonorités hardcore se trouvent sur l'album Rancid, avec notamment les chansons Dead Bodies, I am Forever ou encore Axiom.
À ses débuts, le groupe est fortement influencé par le punk britannique des années 1970 et en particulier par The Clash. Au niveau du visuel, Lars Frederiksen arbore un look agressif avec des clous et des crêtes, typique du street punk. Au niveau musical, Rancid écrit des refrains chantés à plusieurs, utilise deux guitares comme Joe Strummer et Mick Jones, ce qui donne une grande importance à la mélodie et à la rythmique, et incorpore de longues et reconnaissables ligne de basse. Tout comme The Clash, Rancid aime expérimenter et est ouvert aux musiques et aux genres extérieurs. Ainsi, ils utilisent le son venu des caraïbes avec le ska et le reggae et Life Won't Wait est souvent considéré comme la réponse à London Calling. Rancid apparaît en outre dans la vidéo de la chanson de Joe Strummer and the Mescaleros Redemption Song (une reprise de Bob Marley), publiée après la mort du chanteur anglais.
Outre The Clash, on peut citer les Ramones comme influence principale, mais aussi The Beat, Madness, Minor Threat, The Specials, les Sex Pistols, Black Flag, Nirvana, ALL. Grâce à sa popularité et son influence, Rancid est considéré, avec The Offspring ou Green Day, comme le renouveau du punk. Bon nombre de groupes actuels citent Rancid comme influence principale tels que Time Again, Left Alone ou encore The Rabble.

## Membres

### Membres actuels
- Tim Armstrong – guitare, chant (depuis 1991)
- Lars Frederiksen – guitare, chant (depuis 1993)
- Matt Freeman – basse, chant (depuis 1991)
- Branden Steineckert – batterie (depuis 2006)

### Ancien membre
- Brett Reed (1991-2006)

## Discographie
- 1993 : Rancid
- 1994 : Let's Go
- 1995 : ...And Out Come the Wolves
- 1998 : Life Won't Wait
- 2000 : Rancid
- 2003 : Indestructible
- 2008 : B Sides and C Sides
- 2009 : Let the Dominoes Fall
- 2014 : Honor Is All We Know
- 2017 : Trouble Maker
- 2023 : Tomorrow Never Comes